# 291
|  | Aquest article tracta sobre l'any. Si cerqueu el nombre, vegeu «Nombre 291». |

## Esdeveniments
- Dàcia: Els gots i els taifals formen una aliança per combatre els vàndals i gèpides que durarà fins al 376.
- Pèrsia: Bahram III succeeix el seu pare Bahram II en el tron sassànida.

## Naixements
- Roma: Santa Agnès, màrtir. (m. 304)

## Necrològiques
- Pèrsia: Bahram II, rei sassànida.